# Githopsis
- Commons
- Wikispecies

Githopsis é um gênero botânico pertencente à família Campanulaceae.